# Chrám svaté Sofie (Novgorod)
Chrám svaté Sofie (rusky Софийский собор, Sofijskij sobor) čili chrám Boží Moudrosti je pravoslavný chrám, nacházející se v areálu Novgorodského dětince v ruském Velikém Novgorodu. Byl postaven v letech 1045 až 1050. Je nejstarším zachovalým křesťanským chrámem na ruském území, který byl vybudován slovanským obyvatelstvem.

## Historie

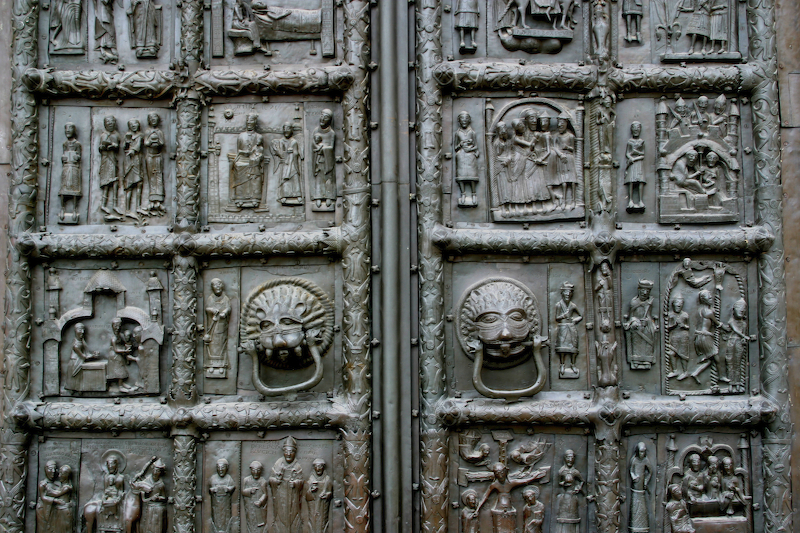
Magdeburská vrata

Byl postaven v letech 1045–50 v staroruském architektonickém stylu, který byl typický pro 11. století. Stal se symbolem novgorodské moci a demokracie. Hlavní kupole nad chrámem je pozlacená, ostatní jsou postříbřené. Další pozoruhodností chrámu jsou bronzová Magdeburská vrata, vyrobená mezi lety 1152–54 v románském stylu, na nichž jsou vyobrazeni východofranští kněží a biblické výjevy. Fresky v chrámu patří mezi nejkrásnější v Rusku. Zajímavou je freska císaře Konstantina a jeho matky svaté Heleny. Ikonostas je vyzdobený ikonami známých ruských mistrů z 16. století. Chrám byl v roce 1929 uzavřen a změněn na muzeum ateismu. Během nacistické okupace (1941–1944) byl poškozen, později byl zrekonstruován.

## Současnost
Chrám byl roku 1991 vrácen ruské pravoslavné církvi a znovu se v něm konají pravoslavné bohoslužby. V letech 2005–2007 proběhla rozsáhlá rekonstrukce kupolí. Na nejvyšší kupoli byl roku 2007 opět nainstalován holub, symbol svatého Ducha, ke kterému se váže stará legenda.

## Legenda o holubovi

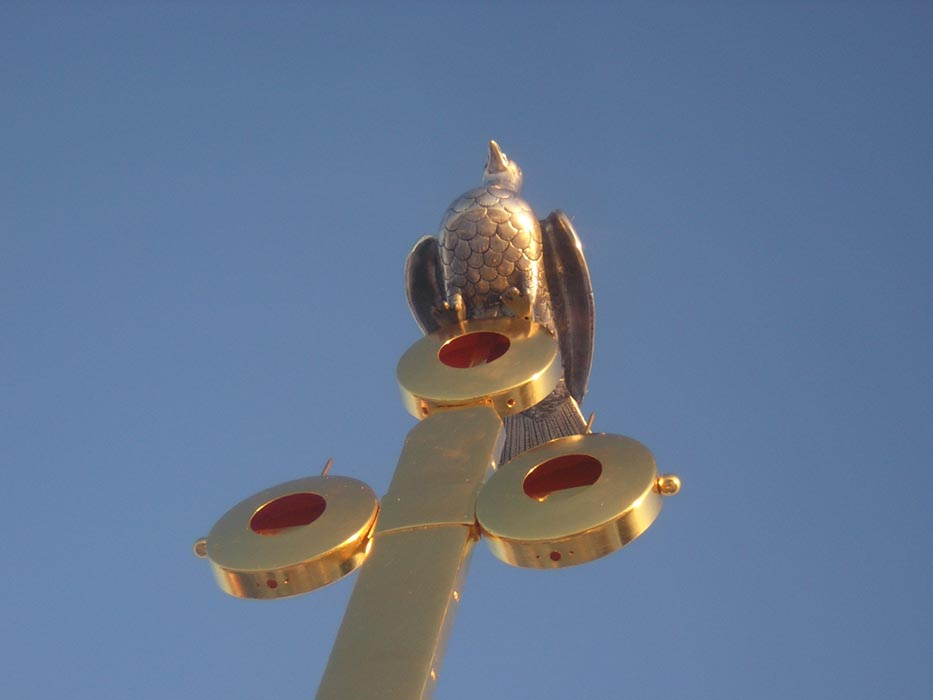
Kříž s holubem

Roku 1570 vyplenil car Ivan Hrozný město a obyvatelstvo zmasakroval. Holub, který seděl na kupoli chrámu sv. Žofie, hrůzou zkameněl. Bohorodička jednomu z mnichů vyjevila, že holub byl poslán pro útěchu těžko zkoušených obyvatel města a dokud holub z kříže nesletí, bude město pod jeho ochranou. V srpnu 1941, když obsadila město nacistická vojska a chrám byl poškozen, kříž i s holubem si jako trofej odvezli do Španělska vojáci Modré divize, bojující po boku německých vojsk. 
Roku 2002 poslala pravoslavná církev do Madridu poselství, v němž požadovala vrácení památky. Slavnostní akt navrácení se uskutečnil roku 2004 v moskevské katedrále Krista Spasitele za přítomnosti vysokých španělských a ruských představitelů. Na pozlacenou kupoli se vrátila kopie kříže s holubem.